# Agwe
Agwe (auch Agwé-Taroyo) ist ein Loa in der Voodoo-Religion, insbesondere in Haiti. Agwe ist mit Erzulie verheiratet. Agwe ist Herrscher über das Meer und dessen Bewohner sowie ein Schutzpatron für Schiffer und Seeleute. Im Voodoo-Kult erscheint er in der Uniform eines Marineoffizier und mag militärische Disziplin. Wie der griechische Gott Poseidon erscheint er auch mit Dreizack. Segelschiff und Fisch sind gebräuchliche Symbole für ihn.
Das Jahresfest von Agwe wird am Ufer von Seen oder am Meeresstrand gefeiert. Auf offener See werden ihm Opfer gebracht wie etwa ein Schaf.
Im Voodoo wird Agwe mit dem christlichen Heiligen Ulrich von Augsburg synkretisiert und gilt als Gegenstück zu den Zwillingsloa, den Marasa.
Agwe spielt eine Rolle im Musical Once on This Island.
In dem Videospiel Cyberpunk 2077 spielt Agwe in einigen Mission der „Voodoo Boys“ eine Rolle.